# دانته دی بندتی
دانته دی بندتی (انگلیسی: Dante Di Benedetti; ۲۸ اکتبر ۱۹۱۶ – ۸ فوریهٔ ۱۹۸۴) بازیکن فوتبال اهل ایتالیا بود.
از باشگاه‌هایی که در آن بازی کرده‌است می‌توان به باشگاه فوتبال فیورنتینا، باشگاه فوتبال آ.اس. رم، باشگاه فوتبال باری، باشگاه فوتبال پیزا، و باشگاه فوتبال ناپولی اشاره کرد.